# Llewelyn Wansbrough-Jones
Llewelyn Wansbrough-Jones, britanski general, * 1900, † 1974.